# Dannenberg

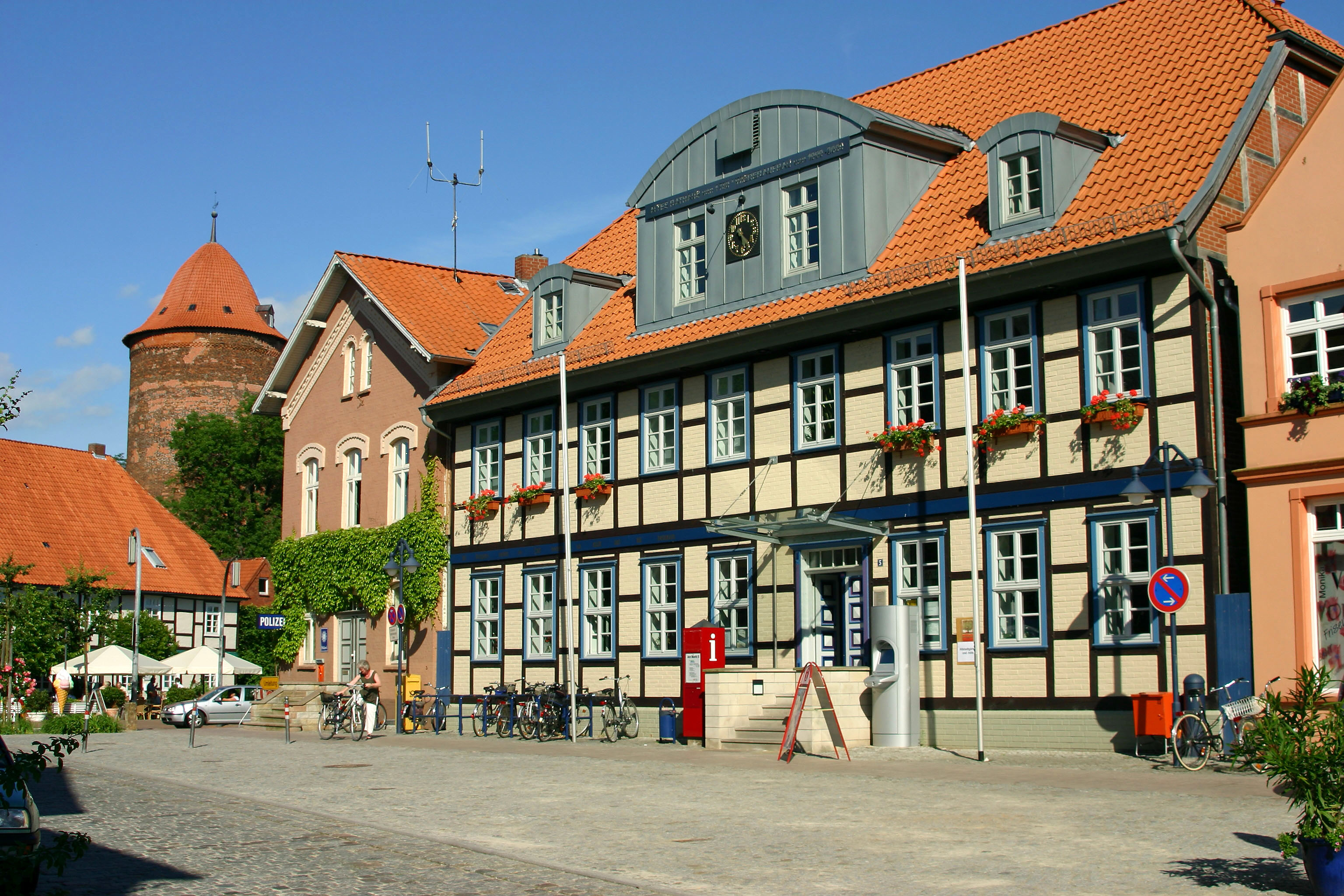
Antiguo ayuntamiento de Dannenberg.

Dannenberg es un pueblo en el distrito de Lüchow-Dannenberg, en la Baja Sajonia, Alemania. Está situado cerca al río Elba, aproximadamente a 30 km al norte de Salzwedel, y a 50 km al sudeste de Lüneburg. Dannenberg tiene una población de 8.373 habitantes (diciembre de 2007).
Dannenberg es la sede del Samtgemeinde ("municipalidad colectiva") Elbtalaue.